# 對諸葛亮的評價
《三国演义》強化了诸葛亮的军事指挥才能。历史上诸葛亮虽有军事成就，但不如政治功績耀眼。諸葛亮政治品德忠誠不二、奮鬥精神不畏艱難困苦、人格特色嚴於律己、人生態度積極進取、獻身精神死而後已、領導能力長於協調、管理思想以法為治，無論對於今人治軍治政置業，人生價值取向，都有著現實借鑒意義。
比起诸葛亮政治功績杰出，其军事功績稍逊，但作为军事家，得到历代兵家认可。在《唐太宗李卫公问对》中，唐太宗与李靖多次提到诸葛亮治军之法与八阵图，评价极高，并表明陈寿在《三国志》中对诸葛亮评价是“史官鲜克知兵，不能纪其实迹焉”。唐朝时，评选诸葛亮与张良、韩信、白起等九位历代兵家为武庙十哲。诸葛亮军事著述众多，如《南征》、《北伐》、《北出》等，对中國军事界有一定贡献。
以下是诸葛亮自我评价以及其他人各时期对诸葛亮之正面、负面、正反兼顾、中性的评价，其中东汉末三国时期的评价中未标注来源者均来源自《三國志》：

## 自我评价
- 我责任重大而才能轻浅，所以肯定有很多缺失和疏漏。前参军董幼宰，每次进言都毫无保留，多次对我进行劝谏。虽然我的天资粗鄙浅薄，不能完全采纳。董幼宰参与政务七年，每当事情处理不妥，他就会反复劝谏多达十次，没有像他这样忠于国家的人了，如果我能少犯些错误，那也是因为有他的帮助啊。[2]
- 我思考自己天性笨拙直率，恰逢时局艰难，兴师北伐，未能获得全面成功。没想到如今病入膏肓，生命危在旦夕。[3]
- 我当初侍奉先帝时，依靠官府供给，不自行经营产业。如今成都有桑树八百株，薄田十五顷，家中的子弟衣食，自有富余。至于我在外任职期间，没有额外的物资调配，随身的衣食，全部依靠官府供给，不另外经营产业，以增加丝毫财产。如果我去世之日，家中内有多余的布帛，外有盈余的财产，那就是辜负了陛下的信任。[4]
- 我以薄弱的才能，占据着不配的位置，亲自执掌军权，以激励三军将士，却不能明确规章法令，临事谨慎，以至于发生街亭违背军令的过失，箕谷防备不严的失误，这些过失都在于我用人不当。我的明智不足以识别人才，处理事务多有不明，《春秋》中说要责备主帅，这是我应当承担的责任。请求将我贬降三级，以责罚我的过失。[5]
- 我本是东方的普通士人，被先帝误用，如今位极人臣，获得的俸禄赏赐高达百亿。如今讨伐贼寇尚未成功，未能报答先帝的知遇之恩，却要像齐桓公、晋文公那样接受九锡，自居高位，这是不合道义的。如果能够消灭魏国，斩杀曹操，让皇帝回到故都，与你一同升迁，那时即使接受十命之礼也可以，何况九锡呢？[6]
- 我以浅薄空虚之才，却统领着重要的州郡，德行浅薄而责任重大，心中充满忧虑。[7]
- 我的心如同秤一样，不能为人随意改变轻重。[8]

## 有记载的正面评价

### 東漢末三國時期對諸葛亮之正面評價
- 諸葛亮死后，直至蜀漢軍撤退，司馬懿細看诸葛亮營壘處所，讚道：「天下奇才也！」[9]、「我能夠料到諸葛亮生前想做甚麼，卻無法料到諸葛亮死後會如何。」[10]
- 蜀地的百姓追思诸葛亮，都敬爱他的才思敏捷，诸葛亮死后朝廷做的善政，即使不是诸葛瞻提倡的，百姓也都相传说成是诸葛亮家所为[11]
- 劉備：「我有諸葛亮，就如魚得水一樣。」、「丞相諸葛亮知道朕的心意，從來都沒有對朕怠慢詆毀，並幫助（大漢）宣揚重建光复，照耀天下四方。」、「你（諸葛亮）的才能是曹丕的十倍，一定能安定國家，最後能完成復國大事。如果我的嗣子能接受你的輔助，就輔助他；但如果他還是不成才，你可以自做裁決。」[12]
- 徐庶對劉備推薦：「諸葛亮這個人你需要親自去見他，不能由其他人去做，還委屈將軍您坐車去拜訪他。[13]」
- 刘晔：「諸葛亮治國明確才做得起相國的。」[14]
- 诸葛亮逝世後民間有諺：「死者諸葛亮使走生者司马懿。」[15]
- 賈詡：「諸葛亮很擅長管理國家。」[16]
- 孙权：「丞相諸葛亮受遺命輔政，使國家富裕、刑法清正，雖然有伊尹格外於皇天，周公光披於四表，也無以遠過。」、「丞相諸葛亮道德威望遠著，翼戴本國，操典戎旅在外，信義感陰陽，誠心動天地，重新恢復結盟，廣大誠意約誓，使東吳西漢士民咸共聞信得知。」[17]
- 司馬徽：「我這儒生是淺俗士人，怎麼會懂時勢事務？知道時勢事務的人都是英俊豪傑。在這地方，有臥龍（諸葛亮）、鳳雛（龐統）兩人。」[18]
- 孟獲：「諸葛亮，天降威靈呀，南方人不會再反啊。」[19]
- 馬謖失街亭被諸葛亮斬首前：「明公您視馬謖如同自己的孩子，馬謖亦視您為父親。希望您能仿效堯誅鯀而用禹之義，也不枉我們平日的交情，馬謖雖死也無恨於黃泉。」[20]
- 劉禪街亭之戰後下詔：「街亭之戰的事情，都是馬謖的錯，而你自己借用這些過失來貶抑自己，亦有違背你想要的意思來順從這些倫常。你上一年才出兵斬殺王雙，今年你又再帶兵曹魏，把郭淮打跑了，並收降氐、羌兩族，又收回二郡，展示你威武鎮壓凶暴，令你功績相當顯眼。而現在天下還在動亂，我國的元兇還沒被除去，你面臨這樣大的任務，還身為國家最主要的人物，而你因為這樣貶抑自己，不是為我們發揚光大的好方法，這次再恢復你丞相的職位，不要拒絕。」[21]
- 刘禅：“只有您（诸葛亮）才具备文韬武略，智慧明达，真诚厚重，接受先帝遗命托付孤儿，辅佐我身，延续断绝的基业，振兴衰微的蜀汉，志在平定祸乱；于是整顿军队，年年征战，神武威严，声威震慑四方八荒，将为蜀汉建立卓越功勋，可与伊尹、周公的伟大功业媲美。怎奈天不佑人，功业即将成就之际，您却突患疾病，溘然长逝！我因此悲痛万分，心如刀割。表彰德行排列功绩，记录事迹赐予谥号，是为了光耀后世，永载史册。如今派遣持节使者左中郎将杜琼，追赠您丞相武乡侯的印绶，赐予您忠武侯的谥号。您的英魂若有灵，定会欣慰于这份荣耀。唉，悲痛啊！唉，悲痛啊！”[22]

- 郭沖：金城人郭冲认为诸葛亮的权谋智慧和卓越谋略，超越了管仲、晏婴，但功业却尚未完成，评论者对此感到困惑，他列举了诸葛亮五件不为人知的事迹，孙盛等人也无法反驳。扶风王对此深表赞同[23]。

- 馬良：“您的兄长（诸葛亮）顺应天时，辅佐当世，功业匹配国家，声望远扬，气魄宏大久远。善于应变，运用高雅的思虑，审慎重视彰明德行，以此选拔人才，恰合时宜。如果能和光同尘，悦服远方之人，德行超越天地，使时人屏息倾听，世人信服正道，调和精妙的音律，匡正郑国、卫国的靡靡之音，使一切举措皆有益于国事，彼此不相逾越，这便是乐理的极致，堪比伯牙、师旷的绝妙音调。”[24]
- 彭羕：“正当您（诸葛亮）来到西蜀之际，我通过法正的引荐自荐才干，庞统从中斡旋评判，于是得以在葭萌拜见您，畅谈如指掌般清晰，讨论治世的大务，讲解称霸称王的道理，提出夺取益州的策略，您也早已深思熟虑，明确决断，当即赞同采纳，于是付诸行动。……您是当世的伊尹、吕尚，应当与主公精诚谋事，成就他的伟大事业。……”[25]
- 劉琰：“我刘琰天性空虚，品行本就浅薄，又有酗酒的毛病，自先帝以来，各种非议纷纭，几乎让我倾覆。幸蒙您（诸葛亮）以国家为重，宽恕我身上的污点瑕疵，扶持保全我，使我保住官位，得以有今日。近日我醉酒失态，言语有所违误，承蒙您的仁慈宽容，未将我依法惩处，使我得以保全性命，延续生命。我必将严于律己，痛改前非，誓死效忠，以对神灵起誓；若无处效命，我将无颜苟活。”[26]
- 張裔：“您（诸葛亮）赏赐不遗漏远方之人，惩罚不偏袒亲近之人，爵位不可因无功而获取，刑罚不可因权势而豁免，这就是为何贤能与愚钝之人皆甘愿为您忘我效力的原因。”[27]
- 呂凱：“如今诸葛丞相才华卓越超群，洞察事物于未萌之时，接受先帝遗命托付孤儿，辅佐蜀汉复兴，与众人毫无猜忌，记录功劳而忘却瑕疵。将军若能幡然悔悟，改变计划，改弦易辙，追赶古人并不困难，何必拘泥于偏远之地而自甘主宰呢！”[28]
- 楊洪：“西蜀之人皆心悦诚服诸葛亮能充分发挥当代人才的才能。”[29]
- 樊建：“他（诸葛亮）听到缺点必定改正，不夸耀自己的过失，赏罚的诚信足以感召神明。”[30]
- 张温：“然而诸葛亮见识通达，善于谋算，必定懂得进退伸屈的恰当之道，加之受到朝廷如天覆盖般的恩惠，推测他的内心，必定没有二心。”[31]
- 楊戲《季漢輔臣贊》中贊諸葛丞相：“诸葛亮忠诚武勇，才华卓越，在江边献上妙策，联合东吴，连接蜀汉，权谋使我世代真诚。他接受先帝托孤之命，担任辅政大臣，整顿武备，齐备文治，传播德行教化，治理事物，移风易俗，使贤能与愚钝之人皆争相效力，甘愿忘我奉献。他使国家安定，四方边裔得以平靖，多次亲临敌阵，确实彰显其威势，他殚精竭虑应对大国，遗憾未能平定中原。”[32]
- 習隆、向充：“况且诸葛亮的德行典范名扬远近，功勋盖过当世，蜀汉王室得以不毁灭，实在依赖此人。”[33]
- 張儼：“……诸葛亮与司马懿两位丞相，恰逢时运际会，托身于明君，或在蜀汉建功立业，或在伊水、洛水之地名垂青史。曹丕、刘备去世后，继承人继位，他们各自接受辅佐幼主的职责，辅佐幼君，不辜负当初的承诺，皆为一国栋梁，霸业贤臣。回顾历史以观察近事，两位丞相的优劣，可以详加评判。诸葛亮起于巴蜀之地，立足一州之地，与大国相比，其兵士与人口大约仅为九分之一，却能使东吴献上贡礼，与北方强敌抗衡，乃至使农耕与作战井然有序，刑法整齐严明，率领数万步兵，长驱直入祁山，豪情壮志欲饮马黄河、洛阳。司马懿占据十倍于蜀汉的疆土，依仗吞并天下的众多兵力，固守坚城，拥有精锐部队，却无意捕获敌人，仅致力于自保而已，任由诸葛亮来去自如。若此人不逝世，终能实现其志向，連年筹划思虑，日日兴兵谋略，则凉州、雍州将不得解甲，魏国将不得下马，胜负之势，早已分晓。昔日子产治理郑国，诸侯不敢进犯，蜀相诸葛亮近乎此境。比之司马懿，岂不更胜一筹！……诸葛丞相确实有匡扶社稷的才能，然而身处偏远孤绝之地，兵力不足五万，本可闭关自守，君臣相安无事。却徒然劳师动众，年年征战，未能前进一步，开创帝王基业，反而使国内饱受荒废之苦，西蜀百姓因徭役调遣而痛苦不堪。魏国司马懿才干卓越，用兵众多，不可轻视，量敌而进，是兵家谨慎之道；若丞相必有克敌之策，却未见显著的功勋，若无策略加以制胜，则难称明智，也难以赢得天下归心，我私下对此疑惑，请教其原因。答曰：……如今司马懿的才能不如诸葛亮，当时的形势不同于往日，刘备尚能与强敌抗衡，诸葛亮为何不可出兵图谋敌国呢？昔日乐毅以弱小的燕国兵力，联合五国之兵，长驱直入强大的齐国，攻下七十余城。如今蜀汉的兵力不少于燕国，君臣之间的信任胜过乐毅，加之国家有东吴为唇齿相依的盟友，东西呼应，首尾如蛇，形势重大，不同于五国之兵，为何要畏惧魏国而不可出战呢？……我观诸葛亮治国的体制，当时既严肃整齐，其遗教流传后世，他的言辞恳切，阐述进取的方略，忠诚谋略正直不阿，义理彰显于主君，即便古代的管仲、晏婴，又能如何超越他呢？”[34]
- 徵士傅幹：“诸葛亮通晓治国之道，善于应变，端正而富有谋略，因此担任了丞相。”[35]
- 钟会在灭蜀之战中经过诸葛亮墓所在地，遣使祭拜他。[36]
- 诸葛瑾：我弟弟诸葛亮以生命相托于人，忠诚有定分，忠义的不会有二心。他不会留在吴国，就像我不会去蜀国一样。他的话体现诚信足以贯通神明。[37]

### 魏晋南北朝时期对诸葛亮的正面评价
- 司馬炎：「那好呀！如果我有諸葛亮來幫助我，現在怎麼會這樣辛苦啊！」[38]
- 东晋追封诸葛亮为武兴王。
- 嵇康：「近觀諸葛亮不逼迫徐庶以入蜀漢，華歆不強求管寧以出卿拜相，這可以說是能相始相終，真是相知交呀。」[39]
- 劉宋裴松之：「察觀諸葛亮與劉備君臣相遇，可説是千載一時，由始至終以至分離，誰能離間他們?……關羽為曹操所虜獲，禮遇甚為優厚，可謂出盡其所能用者，猶存忠義不背棄本志，可説諸葛孔明不會及不上關羽。」[40]
- 東晉習鑿齒：
  - 过去管仲夺走了伯氏的三百个邑，伯氏直到去世也没有一句怨言，圣人认为这很难得。而诸葛亮让廖立泪流满面、让李平至死无悔，这哪里仅仅是‘没有怨言’所能概括的！水面平整，邪恶之人也会效法；镜子明亮，丑陋之人也不会愤怒。水和镜子之所以能让万物清晰可见却无人怨恨，是因为它们毫无私心。水镜无私尚能免于责难，更何况那些品德高尚的君子，怀着乐于助人的心肠，展现宽容仁慈的美德！他们的法律施行于必须执行之处，刑罚施加于自取其罪之人，封赏爵位不因私心，施加惩罚不引怒怨，天下有谁会不服呢？诸葛亮在这一点上可以说是善于运用刑罚，自秦汉以来无人能及。[41]
  - 《周魯通諸葛論》中：客人说：诸葛武侯（诸葛亮）辅佐刘备，与周瑜、鲁肃有何不同？你为何推崇诸葛亮，却贬低周瑜、鲁肃，如此偏心？主人回答：讨论古今人物，应当先明确他们的志向根本，追溯他们施展才能的源头。诸葛武侯隐居江南，效法管仲、乐毅，怀有匡复汉室的志向，这是他崇高的信念。如今的刘备，是汉高祖的正统后裔，信义在当时广为人知。如果要让汉室灭亡后重新建立、宗庙断绝后再度延续，谁能说这不可能呢？[42]
  - 《諸葛武侯宅銘》中：“伟人崛起，重振衰颓的风气，摒弃浮薄，焕发光彩，德行如鸱鸟振翅，义理如丰碑耸立。他的义举规范苍生，道德泽被时世。自古以来，这里就是他龙盘虎踞之地：他躬耕于西亩，长啸于东峦，足迹隐逸于山林之间，精神凝聚于岩石之巅。他的深邃无人能窥探，谁能揣测他的喜乐？这位堂堂的伟人，如羽翼舒展，翱翔于朝堂之上，倾尽心力搜寻珍宝，高飞于九霄云外。祥云汇聚，帝王三顾而请。”[43]
  - 他留下的文章，谋略深远恢宏，规划高远宽广。自己有功就推让给部下，部下有错就亲自承担责罚。见善则学习，听到谏言就改正。因此，他的声名和功绩震慑远近。[44]
- 西晉梅陶讚陶侃：「你像魏武帝（曹操）一樣神機妙算，懂得看人；又像諸葛亮（孔明）一樣忠心服從及勤勞。」[45]
- 王叡：“诸葛亮开创蜀汉，凭借深思熟虑的几条策略，就迅速形成了三国鼎立的局面，这是英雄的宏伟谋略，也是将帅的恢弘规划。”[46]
- 張輔论乐毅与诸葛亮的优劣：“诸葛亮通晓治国之道，善于应变，实在是辅佐帝王的人才。乐毅辅佐弱小的燕国，联合五国之兵攻破强大的齐国，为君王洗雪耻辱，围城而不急于攻打，等待对方无路可走而心悦诚服，这被认为是仁义之师，人们都认为乐毅更胜一筹。但我认为，五国联军攻打一个齐国，不算特别强大；济西大战，尸横遍野，血流成河，也算不上仁义。而诸葛亮兼具文武之才，刘备以识人之明，三顾茅庐，向他请教救世之策。诸葛亮妙策层出不穷，智谋纵横，东边说服孙权联合抗曹，北边抵御强大的魏国，乘胜之势辅佐刘备夺取蜀地。等到刘备临终，托孤于他，诸葛亮辅佐幼主刘禅，在动荡之际，扶持年幼的君主，设立官职，安排人才，文治安定国内，武功抵御外敌，然后将恩泽布施于蜀地百姓。他行军时，路上无人拾遗，毫发无损，功业彪炳后而去世。看其留下来的文章，谋略深远，规划恢宏，自己有功就推让给部下，部下有错就亲自承担，看到好的就采纳，听取谏言就改正，因此声名远扬。孟子说：‘听到伯夷的风范，贪婪之人也会变得廉洁。’我认为，看到诸葛亮的忠诚，奸臣也会立志效忠。他几乎可以与伊尹、吕尚比肩，哪里只是与乐毅齐名而已！”[47]
- 袁宏：
  - “诸葛亮蛰伏待时，等待时机行动，心怀管仲、乐毅的志向，展现出高远的风范。他治国以仁德为本，百姓没有怨言，刑罚不过度，民众没有悲泣，即使是子产也难以超越。他临终托孤，受命为相，刘备毫无疑虑地托付，诸葛亮坦然接受重任，对继位之君没有二心，百姓信服没有异议，君臣之间的情谊，实在值得歌颂。”[48]
  - “堂堂诸葛亮，基业宏伟博大。他与常人无异，却独具先见之明，其高远的风范，远超管仲、乐毅。初时如潜龙在渊，志向坚定不移。时逢乱世，战乱频仍，若非天降英才，谁能扫除阴霾？他心系国家安宁，毅然投身乱世。从隐居中林到成为时代栋梁，他如郁郁青松，屹立不倒。”[49]
- 袁準：“有人问：诸葛亮是怎样的人？袁準回答：张飞、关羽与刘备共同起事，是刘备的得力干将和心腹，但他们是武人。晚年刘备得到诸葛亮，任命他为辅佐之相，群臣心悦诚服，这是因为刘备信任他，诸葛亮也足以担当重任。他受托辅佐幼主，执掌一国政务，侍奉平凡的君主，却能专权而不失礼节，行使君主之事而国人无异议，如此君臣百姓都心悦诚服。他执法严格而国民信服，使用百姓能让他们尽力而没有怨言。他带兵出入如宾客，行军不扰民，砍柴打草的人都不受侵扰，宛如在国中安居。他用兵如山岳般稳重，进退如风般迅捷，出兵之日，天下震动，而人心不忧。诸葛亮去世至今数十年，蜀人仍歌颂怀念他，如同周人怀念召公。孔子说：‘雍也可使南面称王’，诸葛亮正是这样的人。又问：诸葛亮初出陇右，南安、天水、安定三郡的百姓响应他，若他快速进军，三郡就不会属于中原了，但他却缓慢前行；后来官军登上陇地，三郡复归，诸葛亮没有尺寸之功，错失良机，这是为何？袁準答：蜀军轻锐但良将不多，诸葛亮初次出兵，不了解中原的强弱，所以谨慎试探；况且大事在握的人不追求眼前之功，因此不急于进军。问：如何知道他谨慎试探？袁準答：他初出时行动迟缓，屯兵谨慎，营寨重复布置，后来三郡叛降，他没有立即出兵迎战，这正是他谨慎的证据。问：如何知道他勇敢善战？袁準答：诸葛亮在街亭之战中，前军大败，他屯兵数里之外，不急于救援；等到官兵们交锋，他徐徐而行，这显示他的勇敢。他行军安静而坚韧，安静则易于调度，坚韧则可进退自如。他的法令严明，赏罚分明，士兵听命，赴险不顾性命，因此能征善战。问：诸葛亮率数万之众，兴建工事如同数十万人的功绩，这是奇怪的地方！他所到之处，营垒、灶台、厕所、篱笆、防御工事都井然有序，驻军一月后撤离时，营地如初到时一般整洁，如此劳费却只为表面好看，为何？袁準答：蜀人轻浮，诸葛亮因此严格约束。问：如何知道是这样？袁準答：诸葛亮注重实际而不追求虚名，志向远大，不求眼前速成。问：诸葛亮喜欢修整官府、房舍、桥梁、道路，这些不是急务，为何如此？袁準答：小国贤才少，他希望通过这些让国家更庄严。诸葛亮治理蜀国，开垦田地，充实粮仓，武器精良，储备充足，朝会简朴，路上无醉汉。基础稳固后末节才得以治理，有余力后再处理小事，这正是他激励功绩的方法。问：你的论述有理有据，但以诸葛亮的才华，功绩却似乎不足，为何？袁準答：诸葛亮擅长守成，应对变化并非他的强项，所以他不轻易冒险。问：既然如此，你为何推崇他？袁準答：这正是贤者的远见，怎能要求他面面俱到？能认识到自己的短处而不滥用，这是贤者的高明之处；知道短处也就知道长处。他不以预言或空谈取胜，这正是我推崇他的原因。”[50]
- 李興：“天子命令我来到沔阳之地，听着鼓声，缅怀先贤的遗风，登上隆山远眺，拜谒诸葛亮的故乡。神物应运而生，大器无固定形态，通达之人不拘泥于俗，大德之人不常有……英伟的诸葛亮，独具天赋的灵气。难道他是神灵？还是人的精华？他的思虑何其深远，他的德行何其清高！虽与我生于不同时代，却如梦中相通，遗憾不能同生共事。他的八阵图，不逊于孙武、吴起；木牛流马的奇巧，非一般工匠可比；神弩的威力，何其精妙！千井齐整，又何其奥秘！过去在颠沛流离中，他的名声虽存却无迹可寻，谁能像我们这样，亲见他的妙策？臧文仲死后，仅以言论受称赞，尚不如诸葛亮言行俱佳。管仲回归后未能善终，乐毅功业未竟，怎能与诸葛亮的明哲保身相比？临终受托，他谦让如许由；执政时，民心不生异议。他的刑罚如郑国般公正，教化如鲁国般美好，蜀民知耻，黄河渭水安定。他堪比皋陶、伊尹，胜过管仲、晏婴，怎止是圣贤的称颂，令人感慨万千！他隐居时，选择此处，仁智之人居住的地方，怎能不恢宏？……你的功勋，移风易俗，影响后世，懦夫因此振奋。你的规划高远卓绝，像你这样的人，难以尽述。过去我们天各一方，如今我来到你的故居缅怀。汉高祖的灵魂归于丰、沛，姜太公五世后回归周地，我想追寻你的风采，期盼你的精神永存。魂若有灵，是否能感知我的追思？”[51]
- 李密：“过去舜、禹、皋陶相互交谈，言辞简洁而高雅；对普通人讲话，则需详细。诸葛亮与人交谈无人能敌，他的言教之所以详细，是为了让人明白。”[52]
- 東晉李暠：“……阅读诸葛亮的训导和应璩的谏言，考察其始终，蕴含了周公、孔子的教诲。治国足以带来安定，立身足以成就名声，内容简明易懂，一目了然，虽是古人之言，却如真理的指引……”[53]
- 傅玄：“诸葛亮确实是一时的奇才。治国有条理，带兵有法度，积累功业，抓住时机，出兵不浪费资源，撤军有余粮。他深知蜀国本弱且危，因此谨慎稳重以安定局势。”[54]
- 王羲之：“荀彧、诸葛亮各为一国辅佐重臣，观察他们的足迹，确实是奇才。然而荀彧因忧虑而早逝，令人长叹，觉得他济世的大志应与大道相合；诸葛亮治国通达，无可指摘，处事无瑕疵，名声流传数代。至于建立三国鼎立之势，他未能忘我。所谓命世大才，以天下为己任的人，能做到这样吗？”[55]

### 隋唐时期对诸葛亮的正面评价
- 王通：假使諸葛亮沒有死，禮樂有望復興[56]。
- 唐太宗李世民：“身為一個天下君主，以天下為公事，不私用任何物品。以前諸葛亮身為小國丞相，還說「我心就像公秤，做人不能輕重不分」，何況我今天治理大國[57]！”
- 李世民：「漢、魏以來，諸葛亮為丞相，亦甚平直，嘗表廢廖立、李嚴於南中，立聞亮卒，泣曰：『吾其左衽矣！』嚴聞亮卒，發病而死。故陳壽稱『亮之為政，開誠心，布公道，盡忠益時者，雖讎必賞；犯法怠慢者，雖親必罰。』卿等豈可不企慕及之？」（《貞觀政要 卷五 公平第十六》）
- 虞世南：「彼孔明者，命世之奇才，伊呂之儔匹。」（《長短經 卷二 文中》）
- 唐朝孫樵：諸葛武侯逝世五百年，現在梁州、漢州的民眾，還熱烈歌頌其道德遺教，在寺廟還是有他的祭祀者，他遺愛民間那麼久遠[58]。
- 唐朝著名诗人杜甫曾作過數首詩讚賞諸葛亮，包括兩首《蜀相》，還有《詠懷古跡其四》、《諸葛孔明》、《八陣圖》、《古柏行》、《武侯廟》、《諸葛廟》、《閣夜》等。其中《蜀相》「三顾频烦天下计，两朝开济老臣心。出师未捷身先死，长使英雄泪满襟」，成為稱述諸葛亮一生的名句。

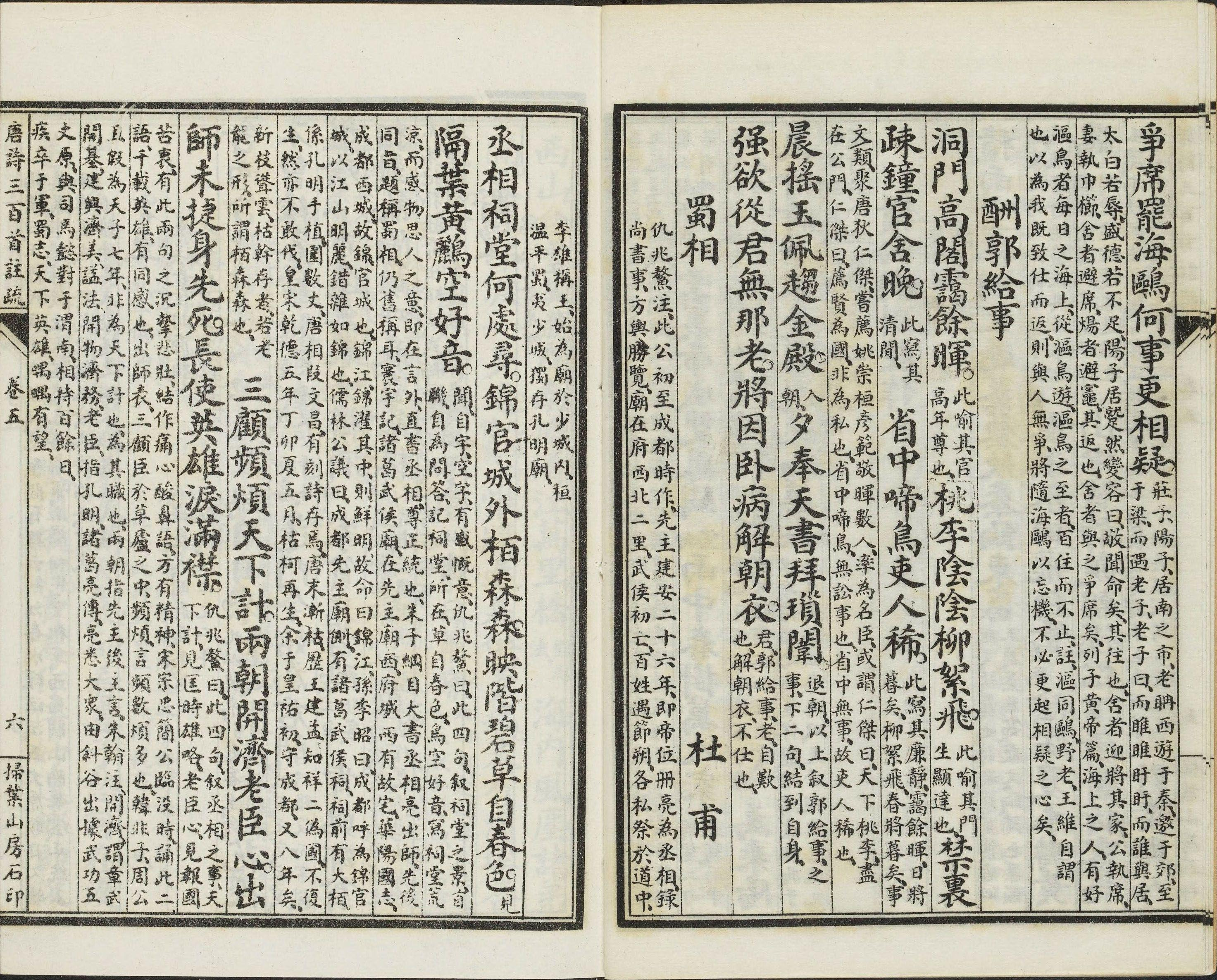
《唐诗三百首注疏》中的杜甫《蜀相》，民国二十年上海扫叶山房石印本。其中“出师未捷身先死，长使英雄泪满襟”为千古佳句

- 其他詩人亦有不少詩詞讚賞諸葛亮，如唐朝大诗人李白的《讀諸葛武侯傳書懷，贈長安崔少府叔封昆季》、唐朝溫庭筠《過五丈原》、唐朝李商隐的《筹笔驿》。
- 杜牧：“周朝有齐太公，秦朝有王翦，两汉有韩信、赵充国、耿恭、虞诩、段颎，魏国有司马懿，吴国有周瑜，蜀国有诸葛武侯，晋国有羊祜、杜预，梁国有韦睿，北魏有崔浩，北周有韦孝宽，隋朝有杨素，我朝有李靖、李𪟝、裴行俭、郭元振。这些人，在他们所处的时代，制定的计划都结合古今经验，奇谋深远，策略先在内心筹划，功绩后在外部实现。”[59]
- 尚驰：“……诸葛亮，字孔明，身高八尺，曾在陇亩间亲自耕种，喜欢吟诵《梁甫吟》。他虽有经天纬地之才，却未曾崭露头角；胸怀远大志向，行动中总能体现。等到刘备兴起，欲安定天下，渴求智谋之士，三顾茅庐向他请教当世大计。诸葛亮于是权衡中原局势，分析吴国形势，将王业大计藏于胸中，把神机妙算握于掌心。从此，他为刘备所用，计谋为刘备所采，南征北战，处理各种事务，平定险阻，安定乱局，无所不至。最终使刘氏以岷江、峨眉之地为根基，拥有梁州、益州的民众，曹操不敢轻易进兵，孙权不敢妄动边境，这都是诸葛亮的功劳。刘备创业未半，中途去世，遗诏将国家大事全权托付给诸葛亮，嘱咐后主刘禅像对待父亲一样对待他。他身为臣子，却行使君主的权力，名分上近乎僭越；他位居君主，却像父亲一样对待臣子，形迹上近乎猜疑。然而，他上不让君主生疑，下不让流言四起，若非以诚信感化人心、取信于神明、影响万物，怎能做到如此？诸葛亮又统领军队，掌管军法，年年征战，欲继承旧邦基业，完成先君的遗命。他南擒孟获却不杀，志在安抚戎狄；西攻祁山却不庆贺，志在吞并中原；他发明木牛流马，减轻了百姓的劳役；他创制阵图兵法，让敌国军队望而生畏。于是，三关无须封锁，两国士气低落。大功尚未完成，他却在征战中去世，戎狄在野外祭祀，百姓在巷间悼念，他的遗爱深入人心，哪里是刻意求来的？……蜀地的连绵高山，其险峻并未因他的去世而平坦；沃土丰饶，其财富并未因他的去世而减少；兵甲士卒，其数量并未因他的去世而消亡；府库粮食，其富足并未因他的去世而贫瘠。……从人事角度看，如果诸葛亮长存，蜀国足以对抗一个敌国，胜过唐朝百万雄师，北上争霸，司马懿恐怕只能惶恐不安、不敢交战，这足以证明中原并非曹丕所能占有。……至今，他的功绩载入史册，庙堂祭祀成为永恒的典章。在蜀地，每当风吹草动，仿佛带有他的威严神气；若遇大旱，百姓祈祷，他能呼风唤雨。这就是他生前死后都造福于人，生死古今如一。他的死而不朽，反而比活着更珍贵。”[60]
- 沈迥：“……诸葛武侯身处乱世，群雄并起，汉高祖、汉光武帝的恩泽已尽，汉桓帝、汉灵帝的暴虐深入人心。他遇到刘备寿命短暂，又面对曹魏的强大富足，却能以小小的蜀地，盘踞山谷之间，带领疲弱的士兵，辅佐孱弱的君主，抗衡中原，抵御强敌。当时，世道昏暗，燕齐之地占据优势，论功业难以与迁夏、殷的帝王相比，论力量不足以与称霸的诸侯抗衡。假使上天多赐他几年，率军征战中原，他或许能席卷西邑，平定东周，祭祀汉室，恢复旧物。他的赫赫功绩，堪称古今第一，超越前贤，谁能说不是这样？……诸葛武侯的功绩，记载于《三国志》中。今人写的书，姑且只论其大略，表达新的见解，至于详细记录他的爵位、追述史传，不是作者的本意，因此不予记载。……他的铭文说：汉桓帝、灵帝暴虐，天下如云海翻腾。群雄并起，九州毒害。天既厌弃汉室，人心思变，战火交织，存亡之秋。谁能存续汉室？唯有诸葛武侯。”[61]
- 裴度：“……有些人恪守事君的节操，却没有开国的才能；有些人懂得立身的道理，却没有治国的方法。能兼具这四者并付诸实践的，就是蜀国丞相诸葛亮。诸葛亮的功绩载于史册，声名盖世，不必多言。……当时，他躬耕南阳，自比管仲、乐毅，尚未崭露头角，却被称为卧龙。……他一言定下天下大势，于是辅佐刘氏，继承旧制，联合吴国，抗衡魏国，拥蜀称汉，刑法政令远达荒外，道德教化通行境内。他平定南方，不是靠武力压制，而是让对方心服口服；震慑中原诸国，敌不敢争胜负，只能等待存亡；他施加的法度，即使让人赴死也无怨言；他的恩德，即使历经世代也被人怀念。这就是精义入神、至诚而明的境界。如果他还在世，施行政令，天下可平，五服可定。然而，陈寿的评价未能尽述他的才能，崔浩的评论又质疑他的成功，这些都是以诡诈之术评判节制之师，以进取之法评论教化之道，难道不荒谬吗？……他权倾一国，声震天下，上下没有异议，自始至终无愧于心，若非天命所归、智慧超群，怎能达到如此境界？因此，刘备以知人之明，倚重他如鱼之有水；司马懿以奸雄之才，惊叹他是天下奇才。……铭文说：……上天未止祸乱，诸葛亮命不长久，汉室灭亡，名将陨落。战旗擂鼓，犹能震慑司马懿，死而犹能复起，足以平定天下。”[62]
- 李德裕：“蜀主刘备重用诸葛亮，苻坚任用王景略，即使有关羽这样的忠臣也不能动摇他们的信任，即使有樊世这样的谗言也不能迷惑君心，蜀国和前秦都能君安国治，这不正是专任贤才的成效吗？”[63]

### 宋至清对诸葛亮的正面评价
- 前蜀高祖王建于永平二年（912年）封诸葛亮为安国王。
- 戴少望：「有仁者君子的心態，不代表有英雄豪傑的才能；有英雄豪傑才華的人，不代表會有忠臣和義士的節操；即使有第三種人，世上的人都未必會達到全能。要說是全能的人，那就只有諸葛亮啊！」[64]
- 陈亮：「孔明管理蜀漢管得像王者一樣。」「孔明就是伊尹和周公旦這樣的人。」[65]
- 宋朝有政治家文学家王安石的《諸葛武侯》；明朝有文学家楊慎的《武侯祠》。
- 清朝王鸣盛认为，诸葛亮的才能非但不止十倍于曹丕，甚至他自比的管仲、乐毅也不及他，只有杜甫的“伯仲之间见伊吕”将其与伊尹、吕尚相媲才称得上“品题”。
- 苏轼：“诸葛亮的谋略神秘如鬼神，行动迅猛如风雷。进攻无人能挡，撤退无人能追。白天无法攻打，夜晚无法偷袭。兵多不可敌，兵少也不可轻视。前后呼应，左右指挥自如。改变自然规律，颠倒四季秩序。是人？是神？是仙？我不知道，真是“卧龙”啊！”[66]此外蘇軾還作詩《隆中》讚美諸葛亮。
- 洪迈：“诸葛亮是千年难遇的人才，他的用兵和行军都以仁义和纪律为基础，自夏商周三代以来无人能及。”[67]
- 章如愚：“三国时期，各方占据地盘形成三足鼎立，也是众多人才共同努力的结果。在魏国，有荀攸、贾诩的算无遗策，郭嘉、刘晔的谋略出众，管宁的高雅清正，毛玠的选才公正；在吴国，有周瑜、鲁肃作为核心谋士，甘宁、凌统奋勇作战，黄盖、蒋钦出力；在蜀国，诸葛亮擅长治国，费祎、董允忠诚纯正，向宠品行端正，都是当时的人中豪杰。”[68]
- 刘祁：“后来各路豪杰割据一方，士大夫都想选择明主建功立业，像荀攸、贾诩、程昱、郭嘉、诸葛亮、庞统、鲁肃、周瑜等人，争相以智慧为国效力。”[69]
- 陈元靓：“诸葛亮德才兼备，如卧龙般徐徐崛起。北伐南征，奔波于渭水和泸水之间。辅佐两朝，勤劳一生。星在中军中落下，英雄去世。”[70]
- 朱元璋：“像诸葛亮、羊祜、杜预、李靖这样的人，文武双全，难以用单一标准评价。”[71]
- 朱棣：“云南地处偏远，山川险峻，历代少有人能平定，只有诸葛亮凭借天下奇才、忠诚和智慧，南征北伐，功绩盖世，使当地暂时平定。但后世叛乱不断，无人能彻底掌控。”[72]
- 努尔哈赤：“作为臣子，如果只因循守旧，不能明确教化、训诫下属，无知百姓触犯法律的必然很多。如果各尽职责，严明法度，教育人民避免刑罚，就能让君王满意、恩宠加深。像皋陶、伊尹、周公、诸葛亮、魏徵这样的臣子，生前显赫，死后美名流传，这才算无愧于臣子的职责！”[73]
- 陈子龙：“汉代以后，文武逐渐分离，但仍有虞诩、诸葛亮、周瑜、陆逊、司马懿、羊祜、杜预、温峤、谢玄、韦睿、崔浩、李靖、裴行俭、郭元振、裴度、李德裕、韩琦、李纲、虞允文等人，以儒士身份在战场建功，成为时代栋梁。他们未必有搏虎之力或射雕之技，只是深谙古今之事，善于决断罢了。”[74]
- 清朝康熙帝：「諸葛亮説：鞠躬盡瘁，死而後已。身為人臣者，惟有諸葛亮能夠如此做到。」[75]
- 屈大均：“汉唐以来，擅长用兵的往往是书生，像张良、赵充国、邓禹、马援、诸葛亮、周瑜、鲁肃、杜预、李靖、虞允文等人，无不精通六经，文雅翩翩，他们出奇制胜，如风雨般迅猛，如鬼神般变幻莫测。”[76]
- 乾隆：“诸葛亮是三代以下最顶尖的人物，他的生平可以用“公忠”二字概括。公正无私，忠诚无我，才能志向清明，经略合理。”[77]
- 马允刚：“（诸葛亮是）两汉以来无人能及的人，夏商周三代之后排名第一的人。”[78]

### 现代对诸葛亮的正面评价
- 孫中山在《三民主義》之民權主義中稱讚諸葛亮：「諸葛亮很有才能，所以在西蜀能夠成立很好的政府，並且能夠六出祁山去北伐，和吳魏鼎足而三。」
- 吕思勉论司马懿对诸葛亮的评价：“此非虚美之辞。……诸葛亮之治戎，确有法度也。”[79][80]:855
- 钱穆：「有一诸葛，已可使三国照耀后世，一如两汉。」（《国史新论》）
- 王震：「諸葛孔明這個人物對當時中國社會的分裂狀態很不滿意，他一直懷有統一中國的遠大志向，很值得尊敬。」（日本著名思想家池田大作談吉川英治的《三國》）
- 曾任孫中山秘書的孫墨佛，於民國初年題於陝西省岐山縣五丈原諸葛亮廟山門兩側的楹聯：「一詩二表三分鼎，萬古千秋五丈原。」
- 劉振凱：「諸葛孔明，浩氣盈胸，見識卓犖，決勝千里，捨我其誰。」（《遊蹤且伴翰墨香（六）》）
- 朱子彥：「我認為在三國時代，諸葛亮的軍事才能仍然是第一流的。面對綜合國力數倍於己的強大的魏國，諸葛亮以攻為守，主動向曹魏發動大規模的進攻，而且能做到『退若山移，進如風雨，擊潰若摧，合戰如虎』，是很不容易的，可謂創造了古今戰爭史上的奇蹟。」
- 范文瀾：「諸葛亮的行為在封建時代，道德標準是很高的。」[引用 1]
- 柏楊：「劉備先生託孤給諸葛亮，而且明言要諸葛亮自己接管政權，可真是名正言順，沒有人能阻擋得住。然而，諸葛亮不但沒有順水推舟，坐上寶座，反而擁戴一個十七歲，不過高中學一二年級的大孩子，『鞠躬盡力，死而無已。』在現實政治中，皇帝的寶座，誰的力量大，誰就可以往上坐。但我們對能往上坐而不往上坐的忠臣義士﹐仍備感尊敬。因為，那正是大丈夫有所不為的情操，便容易角落成一個無所不為的下三濫貨色。諸葛亮的有所不為，供我們頂禮。」[81]
- 周殿富：「諸葛亮的業績無可追及，但諸葛亮的政治品德、個性人格、不止不歇的奮鬥精神，樂此不疲的敬業思想，還是值得今人學習的。人的一生是短暫的，確如夏花秋葉般之訊息，關鍵的是如何利用這有限的生命資源，在有生之年做得多，做得好，多有所為。諸葛亮的一生從更深遠的意義上來說，為我們留下是一種歷史的鏡鑒，人生的啟迪。」[82]
- 习近平：
  - 在上海担任市委书记期间，习近平同志每天都要阅读《解放日报》《文汇报》等，常常到凌晨一点。一次，习近平同志看到《解放日报》上有篇短文，写的是诸葛亮识人的“七道”，于是专门批给市委研究室，要求在起草党风廉政建设有关文稿时引用[83]。
  - 我国历朝历代都重视官吏选拔和管理，中国历史上凡是有作为的政治家都懂得，“为政之要，惟在得人”、“育材造士，为国之本”的道理，在吏治方面留下了很多思想和做法，其中不乏真知灼见。比如，《墨子》中说“国有贤良之士众，则国家之治厚；贤良之士寡，则国家之治薄”，韩非子说“宰相必起于州部，猛将必发于卒伍”，孟子说“故天将降大任于是人也，必先苦其心志，劳其筋骨，饿其体肤，空乏其身”，诸葛亮说“为人择官者乱，为官择人者治”，司马光提出“凡用人之道，采之欲博，辨之欲精，使之欲适，任之欲专”，龚自珍写道“我劝天公重抖擞，不拘一格降人才”，等等。当然，我国古代吏治思想和做法既积累了丰富的治吏经验，也带有明显的历史和阶级局限，其中有不少封建糟粕，这是我们必须注意的[84]。
  - 引领改革开放新时代的习近平重任在肩。他引用诸葛亮的《出师表》表达自己的心情：“受命以来，夙夜忧叹，恐托付不效。”他用“五位一体”“四个全面”来进行顶层设计和谋篇布局。他判断中国经济发展已进入“新常态”，为此在速度、结构、动力等方面要有新对策[85]。

### 朝鲜对诸葛亮的正面评价
- 朝鮮肅宗：“诸葛亮的威名响彻天地，永垂不朽。他在南阳隐居，乐于追求正道，一生光明磊落。刘备三次拜访草庐才见到他，诸葛亮深受知遇之恩，决心以忠诚报答。他豪情万丈，志向远大，连管仲、乐毅都比不上，姜太公、伊尹也只是与他相当。他日夜操劳，希望国家太平、人民安乐。他仗义凛然，六次出兵祁山，布下的八阵图精妙无比，神机妙算无人能及。可惜在五丈原，秋风萧瑟中，他壮志未酬，汉室江山最终覆灭。千年过去，英雄陨落令人悲叹。他遇到了明君刘备，却未能完成大业，不是才华不够，而是时运不济。如果换个时代，他或许能像姜太公一样成功。诸葛亮堪称万世楷模，我满怀敬仰，画他的画像寄托思念。他头裹轮巾，身披鹤氅，风度翩翩。我遗憾不能与他同处一世，共同治理天下，只能以敬慕之心，写下这篇赞颂。乙亥年（1695年）仲夏初旬写。”[86]

## 有记载的负面评价

### 東漢末三國時期對諸葛亮的负面評價
- 魏延常常说诸葛亮胆怯，感嘆自己的才能无法用尽。[87]
- 司马懿：
  - “诸葛亮思虑周密但决断不足”[88]
  - “诸葛亮志向远大却不能把握时机，谋略繁多但果断不足，喜好军事却缺乏灵活的权变。”[89]
- 曹叡：
  - 孙权逃走，诸葛亮胆怯，我的大将军就足以制服他，我无忧了。[90]
  - 刘备背弃恩德，自己逃窜到巴蜀。诸葛亮抛弃父母之国，依附残暴的贼党，触怒神人，恶行累积，终将自取灭亡。诸葛亮表面上装作扶持孤儿的忠义之名，实际上却贪图专权。刘升之兄弟只能守着空城。诸葛亮还轻视益州土地，残酷压榨百姓，因此利狼、宕渠、高定、青羌等地纷纷崩溃，成了他的仇敌。然而，诸葛亮却像穿着反毛的皮裘、背负柴薪一样，里外耗尽，伤痕累累，还自欺欺人地夸耀自己有能力。他只能在狭窄的井底行军，在牛蹄般的小路上游走。自从朕登基以来，边境无战事，朕怜悯天下多次遭受战乱之苦，想让四海的老者得以安养，孤儿幼童得以成长，先推广礼乐教化，再在农闲时操练军事，把诸葛亮置于计划之外，并未视为威胁。然而，诸葛亮怀着李熊般愚蠢的勇气，不顾荆邯量德而行的告诫，驱使掳掠来的官吏百姓，妄图占据祁山。面对我方大军振奋的气势，他胆怯气馁，马谡、高祥望见我军旗帜便溃败逃散。我军猛将追击敌军，踏过尸首，血流成河，诸葛亮这小子震慑于我军威势。我军将士勇猛激昂，都渴望长驱直入。朕认为，天下之人都是王臣，我军要到的地方荆棘丛生，朕不愿让忠诚正直的百姓与邪恶昏乱之徒一同遭受战火涂炭。因此，先晓谕天下，以彰显国家诚意，勉励其改过自新，不要固执于祸乱邦国。巴蜀的将吏士民，若是被诸葛亮胁迫的，从公卿以下，皆可放下武器归降。[91]

### 魏晋南北朝时期对诸葛亮的负面评价
- 崔浩：“诸葛亮辅佐刘备时，正值九州动荡，英雄辈出之际，君臣相得益彰，如鱼得水，但他未能与曹氏争天下，放弃荆州，退入巴蜀，诱夺刘璋之地，假意联合孙氏，偏安于险峻之地，在边疆僭称帝号。这是下策，只能与赵佗相比，怎能说是管仲、萧何的同类？这评价未免过高。陈寿贬低诸葛亮并非没有道理。况且诸葛亮占据蜀地，依仗山险之固，不识时务，不量实力，严刑峻法，控制蜀人；自恃才华，骄傲自大，想以边疆之众对抗中原大国。他出兵陇右，两次攻祁山，一次攻陈仓，行动迟缓，失去时机，败退而归；后入秦川，不再攻城，转而求野战。魏军洞悉其意，闭城坚守，以不战挫败他。他穷途末路，愤懑而死。由此看来，他怎能称得上古代善将那种‘见可而进，知难而退’的风范呢？”毛修之认为他说得对。[92]:5

### 隋唐时期对诸葛亮的负面评价
- 杜黄裳：“然而事情有其纲领和大小之分，应当优先考虑长远且重大的事务。至于文书档案、诉讼案件，以及百官的能力高低，这些本来就不是君主亲自负责的事情。过去秦始皇事必躬亲，亲自处理大小事务，被前代人嘲笑；诸葛亮作为王霸之才，凡是二十杖以上的刑罚都亲自审定，也被敌国讥讽，认为他难以长久支撑；魏明帝想亲自审查尚书省的拟定事务，陈矫直言不可；隋文帝每天忙到深夜还在处理政务，甚至让卫兵传饭给他，唐太宗也嘲笑他过于琐碎。做君主的职责，本就不应代替下属的职责，而应选好人才、委以重任，要求他们取得成效，赏罚分明，谁会不尽心尽力呢？”[93]
- 王勃：当时诸葛亮在军中，如果他运筹帷幄有谋略，军队训练有素，抓住左车那样的时机，运用田单那样的奇策，曹军只有几千兵，夜行三百里，辎重无法连续，声援互不联络，难道不能一战擒敌？却坐拥十万大军，却没有一箭之备，这与驱赶羊群去喂豺狼有什么区别？因此可知，应变和军事谋略不是诸葛亮的长处，这话很贴切。[94]。

### 宋至清对诸葛亮的负面评价
- 何去非：「諸葛亮有立功的志向，卻沒有成功的器量；有將民眾團結的仁德，卻不用民眾的智慧。因此嘗試著勞動民眾而急著去立功。每次都達不到功勞，而民眾都疲累。這就是諸葛亮治理蜀漢的過失了。」[95]
- 宋朝曹彬：「諸葛孔明雖然忠於漢室，可是他了令到蜀漢軍兵民眾都竭盡疲憊，連萬分之一的中原大地都不能光復，怎麼還稱得上是武侯呢？」[96]
- 宋朝司马光：“诸葛亮自负才能，逆天而行，自取败之也。”
- 苏轼：“仁义与欺诈武力混杂使用来争夺天下的，这是诸葛亮失败的原因。”[97]
- 苏洵：“因此，古代要夺取天下的人，总是先规划好防守的地盘。诸葛亮放弃荆州而选择西蜀，我就知道他成不了大事。”[98]
- 苏辙：“（刘备用）诸葛亮的治国才能，却让他应对纷乱的征战，这不是合适的将领。”[99]
- 秦观：“我认为，诸葛亮即使不死，也不足以夺取天下，更不用说兴盛礼乐了！为什么？因为他辅佐的是蜀先主刘备，自比的是管仲、乐毅。刘备虽被称为人杰，但夺取天下不如曹操，保住一方不如孙权；他能得到蜀地，只是因为刘璋的昏庸无能。”[100]
- 唐庚：“汉朝全盛时，日月所照之地，所有的百姓都是汉朝子民。后来德行薄弱，无法保有百姓，就把江东割让给吴国，把渭水以北割让给魏国，是汉朝抛弃了百姓，而非百姓抛弃汉朝。诸葛亮出兵祁山，三郡望风响应，但他未能守住，是诸葛亮辜负了百姓，而百姓并未辜负他。”[101]
- 王夫之：魏延请求从子午谷直取长安，这是正面进攻的正兵策略；诸葛亮则绕山向西出兵祁山，进逼秦、陇地区，这是出奇制胜的奇兵策略。汉高祖刘邦当年放弃栈道，出兵陈仓，以奇兵策略攻取三秦，三秦势力分散，刘邦趁势打击其要害，震慑敌人，而魏延的策略与此不同。如果不采用堂堂正正的正面进攻，直取敌方坚固据点，即便暂时占据秦、陇地区，长安的守军仍有足够力量防守。魏国必须坚守的只有长安，若长安不被攻破，蜀汉对魏国根本无可奈何。而绕道西出，攻打分散的地区，魏国可能认为蜀军只是趁隙攻击薄弱之处，因而畏惧不敢正面进攻，如此敌军士气会愈发高涨，而我军却因屡次作战而疲惫不堪。夏侯楙是可以趁机攻取的对象，魏国因蜀军多年不出兵而意志松懈，突然遭到袭击，救援尚未到达，蜀军可能小有斩获；但若拖延十天半月，魏军援兵逐渐集结，防守愈加稳固，想攻下一座都城尚且困难，更何况动摇魏国的整体势力呢？因此，陈寿评论说，随机应变的将帅谋略并非诸葛亮的强项，确实有其道理。[102]
- 李贽：六次出兵祁山，连年调动军队，驱使无辜百姓在千里之外作战，既想爱护百姓，又想报答主公，自认为料敌精准，却免不了贪图侥幸胜利，最终胜利不可得，他的将星也因此陨落。因为欲望过多，想兼顾仁义；因为追求过多，所以徒劳无功。这八个字，即使是大圣人诸葛亮也无法免于此。[103]

### 现代对诸葛亮的负面评价
- 辛德勇：
  - 劳民误国，为蜀中草民付出的血汗痛惜。
  - 无岁不征，误国误民。

### 朝鮮對諸葛亮的负面評價
- 韓元震（朝鲜语：한원진）：“诸葛亮一生有两件事违背道义，三件事决策失误。违背道义的是：失信于荆州，诱骗夺取刘璋的地盘。决策失误的是：让关羽独当一面导致失败，没劝阻刘备东征吴国，没采纳魏延偷袭长安的计策。这些都是后人惋惜的事。关于违背道义，当时的利害关系不用多追究，没什么好解释的。至于决策失误，可以从利害得失来分析，但失败那么明显，也很难辩解。不过，后人评价古人的成败，往往只看结果，凭事后痕迹下结论，不一定能抓住当时的关键和真相。关羽确实不该独掌大权，但当时没人比他更合适。如果派人分他的权，关羽可能不接受，甚至引发内乱，让敌人有机可乘。刘备东征吴国，诸葛亮本该劝阻，但刘备重情重义，与关羽结为兄弟，誓言生死与共，他的决心难以动摇。诸葛亮了解刘备的心思，知道劝了也没用，反而可能动摇军心，所以不如不劝。魏延的偷袭长安是个大胆策略，但除了魏延没人能执行，而放手让魏延去冒险，又担心他生变。加上道路险要，（曹操、司马懿可能早有防备），计划未必能成。当时的情况可能就是这样，但后人无从得知。想想诸葛亮的远见和经验，他在成败利害上的考虑，怎会不如普通人？事情发展到这个地步，其实是汉室气数已尽，非人力所能挽回。这是忠臣义士、英雄豪杰常遇到的不幸，也是千百年来让志士扼腕的悲剧。”[104]

## 有记载的正反兼顾的评价

### 魏晋南北朝時期對諸葛亮之正反兼顾的評價
- 西晉陳壽是《三國志》作者，父親在街亭一戰打敗仗，受到剃光頭刑罰，諸葛瞻也看不起陳壽；可是，陳壽寫完诸葛亮傳記後，對他评价如下：「諸葛亮年少時就有超逸眾人之才能，英雄霸者之材器，身長八尺之軀，儀容相貌甚為偉，時人異焉。……當時左將軍劉備以諸葛亮有特殊器量，乃三顧諸葛亮於草廬之中；諸葛亮深深稱謂劉備英雄姿態傑出，遂解韋帶出仕，深厚相結交。……孫權既一直佩服仰慕劉備，又觀諸葛亮奇雅，甚為敬重……及劉備殂亡，嗣子劉禪幼弱，事無大小，諸葛亮皆專任事。於是……立法施展公度，整理戎馬兵旅，工械技巧，物盡其用，科教嚴明，賞罰必信，無惡不懲，無善不顯，至於吏不容奸，人懷自厲，道不拾遺，強不侵弱，風化肅然。當此之時，諸葛亮之素志，進欲像龍驤虎視，包括四海之內，退欲跨陵邊疆，震蕩宇內。又自以為無身之日，則未有能蹈涉中原、抗衡上國者，是以用兵不絕，屢耀其武。然而諸葛亮才幹，於治戎狄为長，奇謀為短，理民之才幹，優於將略。而所與對敵者，或值人傑，加眾寡不侔，攻守不同，是故雖然連年動眾，未能有克。昔日蕭何推薦韓信，管仲舉王子城父，皆忖度自己之長處，未能兼有之故。諸葛亮之器能政理，是管仲、蕭何之亞匹，而當時之名將無王子城父、韓信，是故使功業陵遲，大義不及耶？蓋天命有歸分，不可以智力爭。……至今梁州、益州之人民，咨述諸葛亮者，言辭猶在耳邊，雖甘棠之詠召公，鄭人之歌子產，無以遠譬。……論者或怪諸葛亮文彩不艷，而過於丁寧周至。臣陳壽以為咎繇大賢，周公聖人，考之尚書，咎繇之謨略而雅，周公之誥煩而悉。為何？因為咎繇與舜、禹共談，周公與群下矢誓。亮所與言，盡是眾人凡士，故其文指不得指及遠。然而其聲教遺言，皆經事綜物，公誠之心，形於文墨，足以知其人之意理，而有補於當時世局。」[105]；「諸葛亮做相國時，安撫百姓，建立儀容法度，制約官僚職權，依從權力制度，開誠意正心，布公正法道；歇盡忠心、有益於時者，雖是仇家，必定賞賜；觸犯法規、怠工慢事者，雖是親信，必定受罰；心服認罪、輸誠下情者，雖然重罪，必可釋放；浮游辭藻、巧言飾辯者，雖然罪輕，必遭刑戮；為善不因微小而不予賞賜，為惡不因纖薄而不予貶職；庶務事處理精練，即物窮理其根本，依循名謂責罰實情，虛假作偽不齒所為；終於國邦境域之內，都敬畏而崇愛他，刑罰雖然嚴峻而無人怨恨，因為他用心公平而規勸警戒明察。可説是認識治國之優良人才，可以和管仲、蕭何相匹敵。然而連年勞師動眾，未能成功，大概應變將兵戰略，不是他所善長罷！」[106]
- 東晉常璩：以禮治國民眾無怨聲，不濫用私刑，沒有尚餘泣。……諸葛亮雖有英雄霸主之資質和能力，而入主非中興之國，欲以區區之蜀漢，假已經被廢之天命，北伐吞併強魏，抗衡上等大國，不是十分難嗎？像宋襄公稱霸嗎？然而諸葛亮對內修政理民，對外揚威振武[107]。
- 山濤：「诸葛亮父子（同諸葛瞻）在蜀汉，虽然不明白天命，却也是凡事尽心。」[108]

### 隋唐时期对诸葛亮的正反兼顾的评价
- 吕温：上天厌弃汉室的德泽，使其命脉断绝，百姓陷入苦难，天下动荡不安。诸葛武侯天纵之才，怀抱匡扶帝业的至高信念，魏国奸诈，吴国轻浮，都未能赢得他的忠诚。于是，他隐居南阳，坚卧不起。尽管刘备三顾茅庐稍晚，群雄已初步安定，但他志在扫清乱世，建立三足鼎立的局面。他洞悉局势变化，运筹帷幄，决胜于掌中，宛如战龙乘风云，叱咤天地。于是，他右掌蜀地如天府般富饶，左提用武之国，依托山川之力，借水势之利，盘踞万里，布阵如龙。龙头吞噬咸阳、长安，龙尾锁定河洛，龙翼覆盖中原，飞跃天际，然后如鱼驱吴国，东入安宁之海。然而，大功尚未完成，上天却夺走了他的生命。他的至诚之心永不磨灭，光辉如同日月，英烈之气长存，化作风雷，英雄为之痛心，至今已六百年。唉！以诸葛武侯的才能，深知自己受托孤重任，守护国家，蜀地虽小，却通过勤俭使国家富强；民众虽少，却通过节制训练出强大军队。魏武帝已逝，晋宣帝不足为敌，然而他频频出兵，未能收复中原。有人说他不擅长奇谋，但他每次出兵斩将灭敌，无一落空；有人说他粮草运输不足，但他规划建房、开垦农田，屡有成效。细细思索，他的成就自有根源。百姓的归附没有定数，唯有德行能让他们归心。爱抚他们，他们便思念；虐待他们，他们便遗忘。这种思念不能强求，遗忘也不能强迫。当汉室衰微，哀帝、平帝无道，王莽试图凭借权势和符命，威逼神诱，迫使百姓忘却汉室，却终究未能成功。到了汉高祖、汉光武帝的德行渐行渐远，汉桓帝、汉灵帝的暴政深入骨髓，诸葛武侯试图重振汉室，延续皇统，以德行治事，以忠义处世，想让百姓怀念汉室，却也未能如愿。假如诸葛武侯秉承刘备的遗命，向天下宣告：“我的行动，不是为了刘氏宗室的私利，而是为了复兴天下的生机。曹氏对你们有益，我便侍奉他；曹氏对你们有害，我便除掉他。”从而让饱受魏国压迫的百姓真心感动，再以武力展示威慑，长驱直入，振臂高呼义军，平定咸阳、洛阳或许不难。然而，当时正值公道盛行的时代，他却以刘氏私利强行争夺，百姓未能真心归附，付出巨大努力却收获不足，这不是很合理吗？由此可知，欲开创济世大业的人，若不能审时度势，顺应民心，就难以成就大功，我不相信能有例外。可惜诸葛武侯才华有余，但眼光未及至此。我在武侯遗庙前记述这些，以待通达之士评判。[109]

### 宋至清对诸葛亮正反兼顾的评价
- 聂文豹：「從以前到現在議論諸葛亮的人，都不會沒有用忠義這個字眼稱讚諸葛亮。然而我哥哥文龍，曾經考究過諸葛亮生平，以為諸葛亮的才能，算得上識時務，但還不算明瞭大義；雖然可以說他對劉備忠心，但還稱不上對漢室忠心。」[110]
- 宋朝朱熹：「諸葛武侯即便名義俱備正當，沒有所謂隱秘匿藏，他為了漢室復仇的志向，就像青天白日，大家都知道。」[111]「諸葛孔明大綱資質好，但病於粗疏。孟子以後人物，只有子房與孔明。子房之學出於黃老，孔明出於申韓，如授後主以六韜等書與用法嚴處可見。若以比王仲淹，則不似其細密。他卻事事理會過來。當時若出來施設一番，亦須可觀。」「孔明本不知學，全是駁雜了。然卻有儒者氣象，後世誠無他比。」「孔明也粗。若興禮樂，也是粗禮樂。」「忠武侯天資高，所為一出於公。若其規模，並寫申子之類，則其學只是伯（霸）。程先生雲：『孔明有王佐之心，然其道則未盡。』其論極當。魏延請從間道出關中，侯不聽。侯意中原已是我底物事，何必如此？故不從。不知先主當時只從孔明，不知孔明如何取荊取蜀。若更從魏延間道出，關中所守者只是庸人。從此一出，是甚聲勢！如拉朽然。侯竟不肯為之！」「諸葛孔明天資甚美，氣象宏大。但所學不盡純正，故亦不能盡善。取劉璋一事，或以為先主之謀，亦必是孔明之意。然在當時多有不可盡曉處。如先主東征之類，不見孔明一語議論。後來壞事，卻追恨法孝直若在，則能制主上東行。孔明得君如此，猶有不能盡言者乎？」（《朱子語類 卷一百三十六 歷代三》）
- 清朝学者趙藩作「攻心聯」，懸掛在成都武侯祠諸葛亮殿，内容為：|  | 能攻心則反側自消，從古知兵非好戰；不審勢即寬嚴皆誤，後來治蜀要深思。 |其大意为：“（诸葛亮）善于攻心，叛乱自然平息，自古懂得用兵的人并不是喜好战争的人；（诸葛亮）不审时度势，故他无论宽严都是失误，后人治理蜀地需要深思。”

### 现代对诸葛亮的正反兼顾的评价
- 毛泽东一生嗜读《三国志》和《三国演义》，推崇诸葛亮的聪明才智，但认为诸葛亮戰略觀不夠遠大而難以統一中原[引用 2]。
- 邓小平认为诸葛亮祖孙三代都好，但错误就是没有用魏延[112]

## 有记载的中性评价

### 东汉末三国时期的中性评价
- 李邈：“吕禄、霍禹未必有反叛之心，汉宣帝并非喜好诛杀臣子的君主，只是因为臣子畏惧他们的逼迫，君主害怕他们的威势，因而奸邪滋生。诸葛亮身掌强兵，目光如狼似虎，警觉异常，‘五大（太子、母弟、贵宠公子、公孙、累世正卿）这五类重要人物不应驻守边疆’，我常为此感到危险。如今诸葛亮去世，他的宗族得以保全，西戎安定，上下大小都为此庆幸。”[113]

### 隋唐时期的中性评价
- 唐朝劉知幾：陸機寫《晉史》，虛張捍拒諸葛亮之鋒芒……如果蜀漢還在，那就知道諸葛亮有多寃枉[114]。
- 李靖：“将领需多谋善断，士兵需团结一致，令行禁止，兵器锋利、铠甲坚固，士气高昂而纪律严明，力量充沛而强劲。廉颇抵御白起，坚守不战；宣王抗衡诸葛武侯，谨慎不前。”[115]

### 宋至清的中性评价
- 宋朝謝采伯：“孙权在内部运筹帷幄，刘备、诸葛亮、周瑜、关羽等人齐心协力、智慧合谋，才在赤壁击败曹操，但这算不上特别出色的政治策略。”[116]
- 陳廷敬：“古代儒家认为诸葛亮有辅佐帝王之才，虽然不及伊尹，但他的学识正大，后世这样的人才确实难得。只是他所处的时代不同，所以成就比不上伊尹。”[117]
- 曾国藩：“诸葛亮身兼丞相和元帅，宫中、府中、军营中的事务无不亲自处理。他让郭攸之、费祎、董允管理宫中事务，向宠管理军营事务，应该是指留守成都的人。至于府中事务，诸葛亮亲自处理，各种政务都在军中亲自裁决。”[118]

### 现代的中性评价
- 譚良嘯：「諸葛亮富國強兵儘管是為了‘興復漢室’，然而客觀上為整個巴蜀地區帶來了一段時間的安定、繁榮與和諧。“三國時期，諸葛亮治理的蜀國是‘最好’的，也就是政治清明、經濟發達、人民安定。」（《一代雄才諸葛亮：安定巴蜀生民 》）
- 周一良：「诸葛亮这个人应该说他是有两个方面：一方面他在安邦治国方面，是采取“严刑峻法”的办法。另外，他在为人方面有道家的一面。他的治家、人生观我觉得恐怕应该同时注意到『淡泊明志』、『宁静致远』 的特徵。」
- 田余慶《隆中對再認識》一文说：“劉備並未以《隆中對》的方略為念，孜孜以求實現，當然也沒有把諸葛亮放在運籌帷幄的地位，大事向他諮詢。劉備死前，諸葛亮長時間內並不在劉備身邊，戎機大政，並無諸葛亮參贊其間的事實，決計入蜀和叛攻劉璋，是法正、龐統之謀。他在荊不得預入蜀之謀，在蜀不得參出峽之議，這些關鍵之事不論正確與否，都與他無干係”。

## 相關
- 死諸葛走生仲達
- 三國
- 劉備、關羽、張飛
- 趙雲、馬超、黃忠
- 蔣琬、費禕
- 姜維
- 三顧茅廬
- 三國志、三國志注

### 引用
1. ↑  朱大渭、梁滿倉著：《一代軍師諸葛亮》下部，台北市：麥田，城邦文化出版，2009年11月，第325頁
2. ↑  . 凤凰网.   [2007-10-30]. （原始内容存档于2020-08-08） （中文（简体））.毛泽东青年时期在湖南第一师范学院求学期间，他在《讲堂录》里就批注诸葛亮是“办事之人”。1930年夏天，毛泽东在红四军干部会议上作报告说：“黄忠本来年迈体衰，很难战胜夏侯渊。但是，智谋高超的诸葛亮使用‘激将法’，把黄忠的勇气鼓动起来了，于是黄忠立下军令状：如不斩夏侯渊于马下，则甘受军法。我们的战士有着高度的阶级觉悟，用不着使用‘激将法’。但是，我们要学习诸葛亮善于做宣传鼓动工作。”1950年4月，毛泽东在北京中南海对董其武将军说：“共产党就是以诸葛孔明的办法办事。那就是‘言忠信，行笃敬，开诚心，布公道，集众思，广众益’”。1955年元旦，毛泽东在与王震讨论退伍军人的安置问题时说：“可以组织屯垦戍边嘛！中国古代就有屯垦制，管仲搞过，诸葛亮在汉中也搞过呢！开荒就业，治疗战争创伤，巩固边疆，应该是个好办法。”1962年2月，毛泽东在和南京炮兵工程技术学院院长孔从洲谈话中说：“我们祖先使用的十八般兵器中，刀矛之类属于进攻性武器，弓箭是戈矛的延伸和发展。由于射箭误差大，于是又有了弩机，经诸葛亮改进，一次可连发十支箭，准确性提高了。他征孟获时使用了这种先进武器。可是孟获也有办法，他的三千藤甲军就使诸葛武侯的弩机失去了作用。诸葛亮经过调查研究，发现藤甲是用油浸过的，于是一把火把藤甲军给烧了。”1953年8月，西南军区参谋长李达向毛泽东汇报贵州擒获布依族女匪首程莲珍请示是否杀掉她，毛泽东说：“不能杀。好不容易出了一个女匪首，又是少数民族，杀了岂不可惜？人家诸葛亮擒孟获，就敢七擒七纵，我们擒了个程莲珍，为什么就不敢来个八擒八纵？连两擒两纵也不行？总之，不能一擒就杀。”毛泽东读《资治通鉴·卷七十一·魏纪三》失街亭斩马谡文字，对诸葛亮出师首战不在最前线写有眉批：“初战，亮宜自临阵。”且在《魏纪四》就诸葛亮出师木门道杀张郃事，批注眉批：“失街亭后，每出，亮必在军。”他也曾试图分析诸葛亮统一中国失败原因。针对诸葛亮在“隆中对”中提出的荆州、益州两路出击北伐曹魏的总战略，毛泽东评论说：“其始误于隆中对，千里之遥而二分兵力。其终则关羽、刘备、诸葛亮三分兵力，安得不败。”指诸葛亮的战略不妥，荆州离益州千里之遥，两地分兵的做法必然让蜀汉失去兵力上的优势。后一句“三分兵力”指的是关羽之镇守荆州、刘备之进攻东吴、诸葛亮之北伐中原，“三分兵力”的历史事实最终导致蜀汉元气大伤，失去的统一中国的基础。然而亦有人不同意毛泽东的分析，隆中对本是希望以「利盡南海」的全個荊州支持荊州軍北伐，再加上益州進行鉗形戰略，但後來劉備未能達到，亦因南郡之失，才令關羽失去在襄樊之戰中的优势，而非為二分兵力之果。另一方面，对于失街亭、斩马谡的历史事件，毛泽东曾评点道：“初战，亮宜自临阵。”认为当时诸葛亮应亲率大军挺进、临阵调度，不应分散兵力、委责于人。